# Kochma
Kochma (anche traslitterata come Kohma) è una città della Russia europea centrale (oblast' di Ivanovo); appartiene amministrativamente al rajon Ivanovskij.
Sorge sulle sponde del fiume Uvod', 6 chilometri a sudest del capoluogo Ivanovo.